# Сичик-ельф мексиканський
Сичик-ельф мексиканський (Micrathene whitneyi) — вид хижих птахів родини совових (Strigidae).

## Поширення
Вид широко поширений в посушливих районах південного заходу США і Мексики. Він населяє різноманітні типи лісів, сухі, трав'янисті низовини та вологі савани. Його можна зустріти на висоті до 2000 метрів над рівнем моря.

## Етимологія та історія дослідження
Сичик-ельф вперше описаний у 1861 році Джеймсом Гремом Купером під назвою Athene whitneyi. Місцем збору типового зразка був Форт-Мохаве в долині річки Колорадо. У 1866 році Елліот Куес представив новий рід Micrathene для сичика-ельфа. Це слово походить від грецького μικρος (micros), що означає «маленький» і Athena (Афіна) — «богиня грецької міфології, яка, згідно з Гомером, асоціюється з совою». Видовий епітет «whitneyi» даний на честь американського геолога Джосаї Д. Вітні, який дав дозвіл Куперу зробити перший опис.

## Підвиди
Виділяють чотири підвиди:
- Micrathene whitneyi whitneyi (Cooper, JG, 1861), зустрічається на південному заході США та північно-західній Мексиці.
- Micrathene whitneyi idonea (Ridgway, 1914), поширений від південного Техасу до центральної Мексики.
- Micrathene whitneyi sanfordi (Ridgway, 1914), зустрічається на півдні Нижньої Каліфорнії в Мексиці.
- †Micrathene whitneyi graysoni (Ridgway, 1886), поширений на острові Сокорро (Мексика).

## Опис
Це одна з найменших сов у світі (довжина 14,5 см і вага 36-44 грами). Має круглу голову без пучків у вухах. Оперення зазвичай сірувато-коричневе, з білими плямами на череві та коричним на обличчі. Нерегулярна біла смуга тягнеться вниз по лопатці з неправильними білими плямами, що проходять уздовж зовнішнього краю крил, коли вони складені. Уздовж нижньої частини потилиці проходить своєрідний білий комірець. Крила відносно довгі, а короткий хвіст має перегородку, що складається з 3-5 горизонтальних смуг блідого кольору. Ноги і лапи здаються голими, але рідко вкриті щетинистим пір'ям. Очі блідо-жовті, підкреслені тонкими білястими бровами.

## Спосіб життя
Живе в основному на гігантських пустельних кактусах (Carnegiea gigantea), але не гребує платанами, соснами, горіхами і навіть телефонними стовпами. Полює вночі на великих комах.
Як місце гніздування віддає перевагу покинутим дуплам дятла, які знаходяться на висоті до 10 метрів над землею. Він відомий своєю схильністю гніздуватися не тільки в дуплах дерев, але і в дуплах дятла у колоноподібних кактусах.